# جليبي (فلم)
جليبي فيلم رومنسي درامي من إخراج بوشبديب بهارادفاج في اللُّغة الهنديَّة لعام 2018. هو نسخة جديدة عن النَّسخة البنغاليَّة (2016) وكانت الأدوار الرئيسية في جليبي لريا تشاكربرتي، ولأوَّل مرة فارون ميترا وديغنغنا سوريفنشي.

## القصَّة
عائشة كاتبة مبتدأة وامرأة طموحة من مومباي، كانت تقوم برحلة إستكشاف من أجل معلومات لكتابها القادم لذلك أتت مع أصدقائها إلى دلهي. التقت بدليل سياحي من المنطقة، إسمه ديف ووقعت في حبه، بعد فترة تقدم لخطبتها وتزوجا. بعد مرور عدة أشهر، علمت عائشة أنها حامل، فرح ديف لدرجة لا توصف لكن عائشة كانت متردِّدة لأنها اعتقدت أنَّها غير مستعدَّة للأمومة بعد، أقنعها ديف وعاشا بسعادة. عندما علما أنَّه سيكون لديهم طفلة قرَّرا أن إسمها سيكون ديشا، مزيج من اسم كلاهما ديف وعائشة.
لكن للأسف، تعرَّضت عائشة للإجهاض وبدأت أم ديف بإلقاء اللَّوم عليها. حينها بدأت عائشة تشعر بالإهانة وبعدها تركت ديف.
بعد مرور أيام، جاء ديف وعائلته لمنزلها كي يحاولوا إقناعها لتعود لكنهم عادوا خائبين. ثم اتَّصلت بعدها بديف لتلتقي به في مكان معين لتعلم إذا كان يحبها فعلاً، لكن ديف لم يأتي.
بعد سبع سنوات، تخلَّت عائشة عن زواجها الثاني لأن ديف ما زال في تفكيرها. وقرَّرت أن تواجه هاجسها وتسافر إلى دلهي. في أثناء الرِّحلة، تعرَّفت على امرأة إسمها آنو وعلى إبنتها بولتي وعلمت أنَّها تكون زوجة ديف الثانية، ثم التقت أيضاً هي وديف في القطار. خلال الرِّحلة، بدأت أدراج ذكريات زواجهما تعود بهم. وأيضاً علمت أنَّ الاسم الأصلي لبولتي هو ديشا، عندها شعرت بالحزن الشَّديد، وبدأت تصرخ عليه من أجل الاسم.
وصل ديف إلى محطة القطار. عند وصولهم، تشكَّرت آنو عائشة لأن ديف كان قدرها بسببها، وأخبرت عائشة أنَّها تدري بأنها تكون زوجته الأولى. نزل ديف من القطار، لكنَّه عاد ليخبر عائشة أنَّه في ذلك اليوم أتى لمقابلتها لكنَّه تراجع عن رؤيتها، حيث أدرك أنَّ سعادتها لن تكون معه، وقال لها:«حياتك مختلفة عن حياتي وأردت أن أرى سعادتك عبر تحقيق أحلامك»، وأخبرها أيضاً أنَّه قرأ روايتها عدَّة مرَّات، بعدها عانقا بعضهما وبدآ بالبكاء. وقالت هي «أنَّه على الرغم من إختلاف أقدارنا، مع ذلك حبنا لا يزال نابضاً..»
أخبر ديف عائشة أنَّه متشوِّق لقراءة روايتها القادمة. بعد مرور سنة، رأى ديف كتاب عائشة الجديد «جليبي» المبني على أساس الجليبي الذي كان مثل قصَّة حبهما صعبة المنال.

## الممثِّلين
- ريا تشاكربرتي بدور عائشة
- فارون ميترا بدور ديف
- ديجنجنا سوريفنشي بدور آنو
- أنيا دوريجا (بولتي) بدور ديشا
- بورتي أريا رنو بدور، أخت ديف
- برافينا ديشباندي بدور أم ديف
- ماهيش ثاكور بدور أب عائشة
- بريا ياداف بدور صديقة عائشة
- سونالي سودن بدور السيدة سينج
- جاشن كوهلي بدور سني سينج
- شابنام كابور بدور أم السَّيدة سينج
- الجدة فريدة
- يوسف حسين
- أرجون كانونجو بدور أرجون
- سانشاي جوسوامي بدور صديق أرجون
- تريفدي بدور تي تي
- أبهيشيك خانا بدور جيه بي ميشرا، المدرِّب المرافق